# ВМС (футбольный клуб, Москва)
ВМС — советский футбольный клуб, представлявший Военно-Морской Флот СССР.

## История
Клуб основан не позднее 1945 года. В разное время команда представляла города Москву и Ленинград.
В 1945 году участвовала во второй группе первенства СССР под названием «Балтфлот» (также обозначался как КБФ — Краснознамённый Балтийский флот), в дальнейшем (в том числе в высшей лиге в 1951 году) представляла Москву и называлась ВМС.
Расформирован в конце мая 1953 года приказом министра обороны СССР Николая Булганина.
В финальном турнире чемпионата 1952 года именовался ВМС (Ленинград).

## Достижения
- В высшей лиге — 13 место (1951 год класс «А»)
- В кубке СССР — поражение в 1/8 финала (1947)
- Победитель Класса «Б» (1950).

## Результаты выступлений
| Чемпионат СССР | Чемпионат СССР                 | Чемпионат СССР                         | Чемпионат СССР                                  | Чемпионат СССР                                  | Чемпионат СССР                                  | Чемпионат СССР                                  | Чемпионат СССР                                  | Чемпионат СССР                                  | Чемпионат СССР                                  | Кубок СССР         | Примечания              |
| Сезон          | Лига/дивизион                  | Лига/дивизион                          | Место                                           | И                                               | В                                               | Н                                               | П                                               | Мячи                                            | О                                               | Кубок СССР         | Примечания              |
| -------------- | ------------------------------ | -------------------------------------- | ----------------------------------------------- | ----------------------------------------------- | ----------------------------------------------- | ----------------------------------------------- | ----------------------------------------------- | ----------------------------------------------- | ----------------------------------------------- | ------------------ | ----------------------- |
| 1945           | Группа II                      | Группа II                              | 15 из 18                                        | 17                                              | 5                                               | 3                                               | 9                                               | 21-31                                           | 13                                              | —                  |                         |
| 1946           | Группа II, восточная подгруппа | Группа II, восточная подгруппа         | 6 из 13                                         | 24                                              | 11                                              | 3                                               | 10                                              | 40-36                                           | 25                                              | —                  |                         |
| 1947           | Группа II, центральная зона    | Группа II, центральная зона            | 4 из 15                                         | 28                                              | 15                                              | 5                                               | 8                                               | 46-36                                           | 35                                              | 1/8                |                         |
| 1948           | Группа II, центральная зона    | Группа II, центральная зона            | 11 из 15                                        | 28                                              | 9                                               | 5                                               | 14                                              | 44-59                                           | 23                                              | —                  |                         |
| 1949           | Группа II, I зона РСФСР        | Группа II, I зона РСФСР                | 2 из 11                                         | 20                                              | 13                                              | 5                                               | 2                                               | 46-23                                           | 31                                              | финал I зоны РСФСР |                         |
| 1950           | Класс «Б»                      | Класс «Б»                              | 1 из 14                                         | 26                                              | 18                                              | 6                                               | 2                                               | 60-15                                           | 42                                              | 1/16               | Выход в Класс «А»       |
| 1951           | Класс «А»                      | Класс «А»                              | 13 из 15                                        | 28                                              | 7                                               | 9                                               | 12                                              | 30-50                                           | 23                                              | 1/16               | Вылет в Класс «Б»       |
| 1952           | Класс «Б»                      | предварительный этап, группа «Харьков» | 5 из 18                                         | 5                                               | 2                                               | 2                                               | 1                                               | 10-4                                            | 6                                               | 1/16               | 3-е место из 6          |
| 1952           | Класс «Б»                      | финальный этап, за 1—9 места           | 5 из 18                                         | 16                                              | 6                                               | 4                                               | 6                                               | 19-15                                           | 16                                              | 1/16               | 5-е место из 9          |
| 1953           | Класс «Б», II зона             | Класс «Б», II зона                     | Снята с первенства после 4-х проведённых матчей | Снята с первенства после 4-х проведённых матчей | Снята с первенства после 4-х проведённых матчей | Снята с первенства после 4-х проведённых матчей | Снята с первенства после 4-х проведённых матчей | Снята с первенства после 4-х проведённых матчей | Снята с первенства после 4-х проведённых матчей | —                  | Результаты аннулированы |